# Карильйон

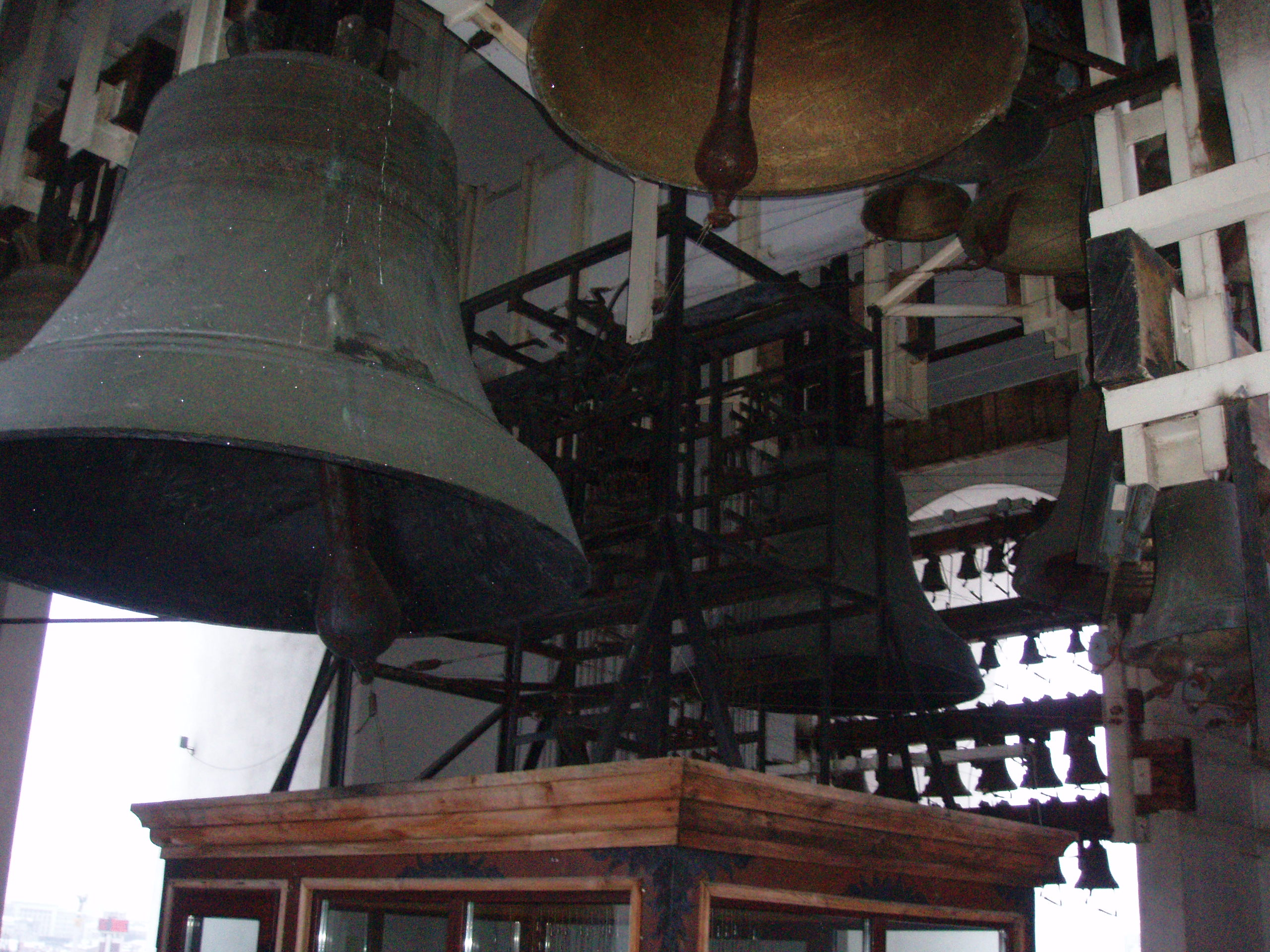
Карильйон дзвіниці Михайлівського Золотоверхого собору, Київ, 2008

Карильйо́н (іноді зустрічаються також написання карельйон, карійон тощо, фр. carillon букв. «дзвоніння в усі дзвони») — ударний музичний інструмент, що являє собою набір точно налагоджених дзвонів з механічним керуванням.
Також карильйоном називають музичну п'єсу, що імітує передзвін.

## Походження і поширення
Ідея карильйону виходить з бельгійського міста Мехелен, де в дзвіниці Санкт-Ромбатського собору ще в XV столітті було створено один з перших інструментів, що у добу пізнього Середньовіччя набули поширення по церквах і соборах Західної Європи, перш за все, в Бельгії, Франції, Нідерландах тощо.

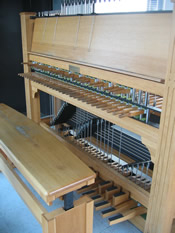
Кабіна управління карильйону

На карильйоні грають вручну за допомогою спеціальної клавіатури, сполученої зі дзвонами і розташованої поруч. У випадку фортепіанної системи клавіш це дає змогу виконувати не лише передзвін, а й складні музичні твори.

### Опис деяких карильйонів
- У світі нараховується понад півтисячі карильйонів, подеколи проходять заходи на кшталт турнірів гравців на карильйоні. Хоча карильйон є традиційним суто для католицтва, на сьогодні діючі карильйони встановлені в деяких православних храмах, зокрема, в дзвіниці Михайлівського Золотоверхого собору в Києві (Україна), на дзвіниці Петропавлівського собору в Санкт-Петербурзі (Росія) тощо.
- Карильйон, що використовує бронзові дзвони, можна віднести до найважчих музичних інструментів. Аби грати нескладну мелодію, слід мати 23 дзвони, що дасть діапазон у дві октави. При збільшенні кількості дзвонів можна довести діапазон до шести октав.
- Карильйон Рокфелерівського меморіалу в церкві Ріверсайд, Нью-Йорк, має 74 дзвони. Він вважається третім серед найбільших за розмірами у світі. Вага цього карильйону досягла 91 тони.
- Найбільшу кількість дзвонів має карильйон у Блумфілд-Гіллз (Bloomfield Hills), США, в його складі — 77 дзвонів.
- Найбільший серед європейських карильонів — в місті Галле , Німеччина, що має — 76 дзвонів.
- Незвичний карильйон теж знаходиться у Німеччині. В музейному комплексі Цвінґер в Дрездені облаштовано карильйон, дзвони якого виконані з мейсенської порцеляни.
- В Петергофі колись створили карильйон, що мав 56 малих дзвоників з кришталю. Грали на них з допомогою струменю води, що падав на потрібний дзвоник. Автором карильйону був Яган Ферестер. Але від карильйону Ферестера, створеного у 1723 році, випадково зберігся лише один кришталевий дзвін.
- Виникають і нові карильйони. Серед них — карильйон, створений за проектом архітектора Ігоря Гунста в Росії. З нагоди 300-річчя з дня заснування Санкт-Петербурга — місту подарували новий карильйон-дзвіницю у 2003 році за проектом І. Гунста і встановили його на Крестовському острові. Він має 21 дзвін з автоматичним керуванням від комп'ютера та 18 неавтоматичних дзвонів. Це дасть змогу відтворювати як мелодії, так і російські видзвони ритмичного характеру, притаманні російській школі дзвонарів.

див. також: карильйон Монетної вежі (Амстердам).

## Карильйони в Україні
В Україні є декілька карильйонів.

### КарильйонМихайлівського Золотоверхого соборі в Києві
У період 1998—1999 роки з завершенням робіт з відновлення Михайлівського Золотоверхого собору в Києві на його дзвіниці було встановлено карильйон. Унікальність Михайлівського карильйону полягає в двох аспектах: по-перше, це вперше у православному світі застосовано хроматичний набір дзвонів, сполучених із фортепіанною системою клавіш; по-друге, Михайлівський карильйон до 2012 року був найбільшим зібранням дзвонів (загальне їхнє число становить 51 і всі вони виготовлені в Україні) у одному місці не лише в державі, а й в усьому пострадянському просторі.
Більш докладно дивіться у статті: Карильйон дзвіниці Михайлівського Золотоверхого собору
Фахівцем з карильйонів і гри на них в Україні є заслужений артист України, професор Національного університету культури і мистецтва Георгій Васильович Черненко. Зараз на дзвонах грають хористи Михайлівського монастиря і студенти КПБА у двох. Традиція передається від старших до молодших.

### Гошівський карильйон

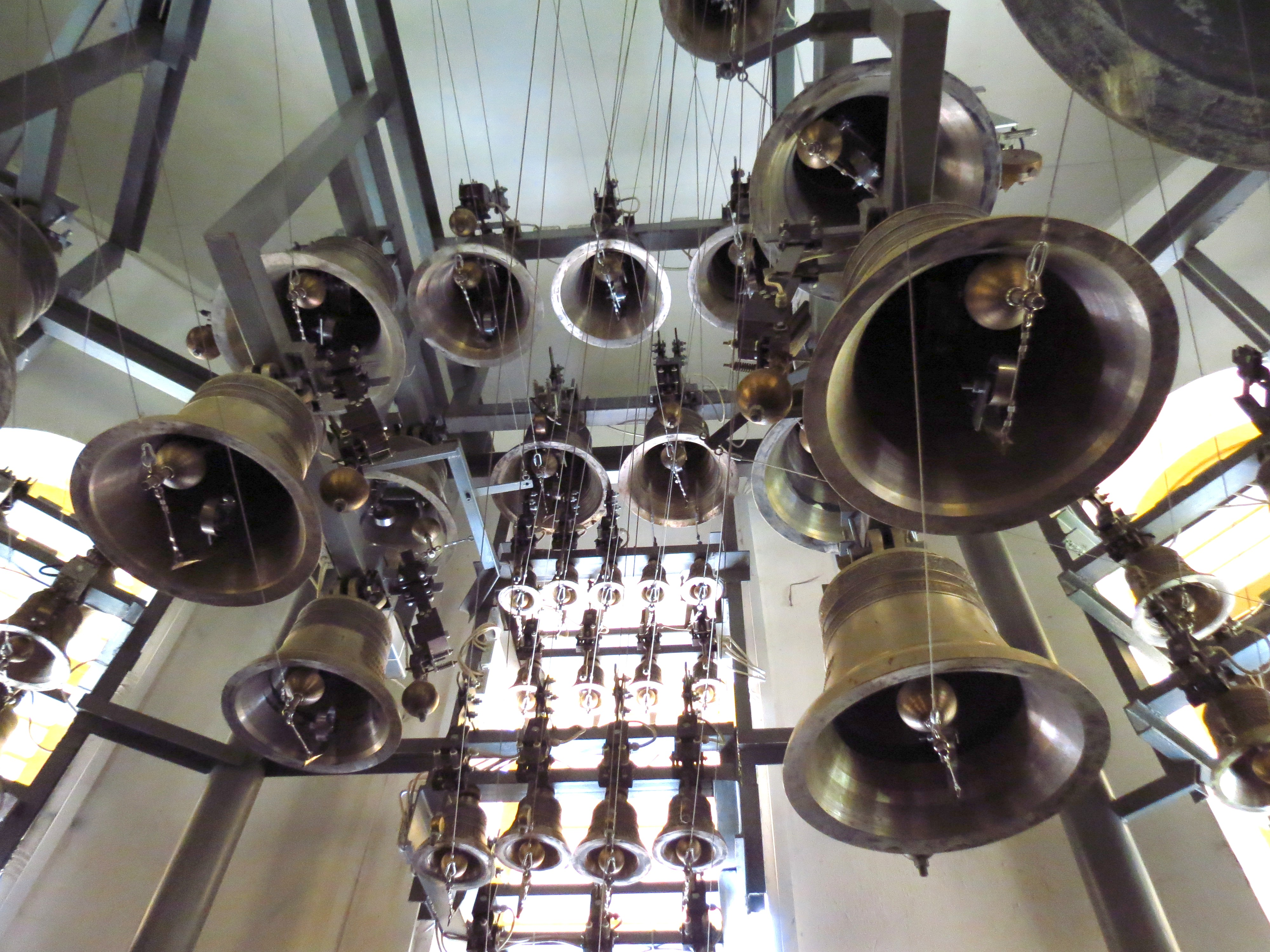
Гошівський карильйон

Цей карильйон встановлений на дзвіниці Гошівського монастиря (греко-католицького монастиря Чину св. Василія Великого у селі Гошеві Долинського району Івано-Франківської області в якому знаходиться Гошівська чудотворна ікона Божої Матері, яку у 2009 р. благословив Папа Римський Бенедикт XVI).
Гошівський карильйон — це другий карильйон в Україні. Станом на травень 2015 року Гошівський карильйон складається з 52 дзвонів, на яких можна виконати церковні мелодії чи твори класичної музики. Карильйоном може керувати як людина (для цього він обладнаний спеціальною клавіатурою), так і комп'ютер. Тому місцеві жителі інколи називають цей карильйон «електронними дзвонами». Дзвони для цього карильйону відливали у Бельгії на пожертви приватних осіб. Їх імена викарбувані на дзвонах.

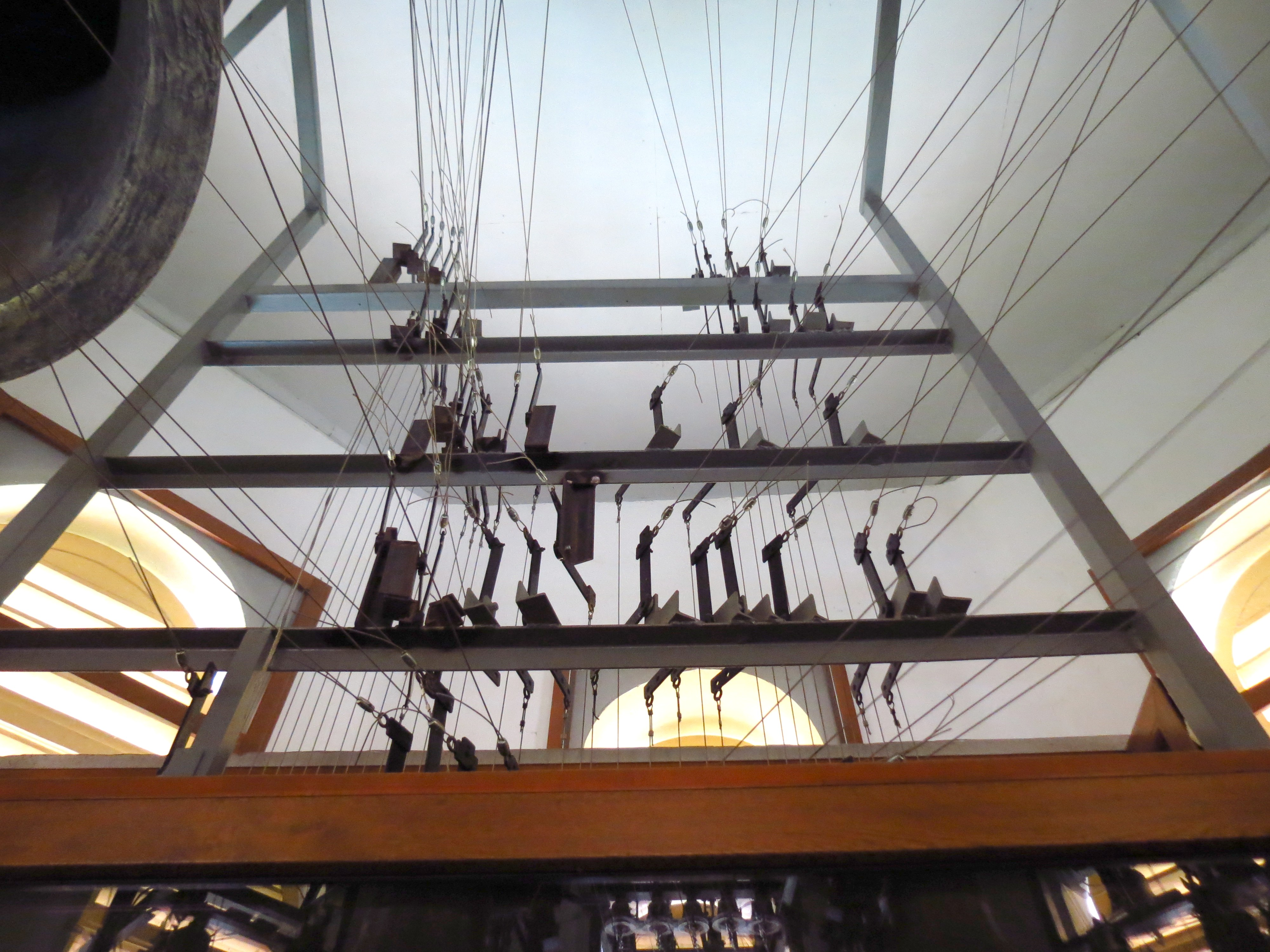
Механізм Гошівського карильйону

Перший ювілейний дзвін було встановлено та освячено 5 серпня 2012 року з нагоди 275-ї річниці перенесення чудотворної ікони Гошівської Матері Божої до монастиря.
14 червня 2015 року, у свято Пресвятої Євхаристії, з ініціативи ігумена монастиря о. Дам'яна Кастрана у Гошівському монастирі відбудеться Перший Міжнародний фестиваль карильйонного і дзвонового мистецтва «Дзвони Ясної Гори єднають усіх».

### Карильйон Спасо-Преображенського собору в Києві
Цей карильйон встановлено 2012 року на дзвіниці Спасо-Преображенського собору, що на Теремках в Києві. На сьогодні це найбільший карильйон в Україні. Кожен із 56 дзвонів карильойну — від великого вагою півтори тони до найменшого — створені так, що грають чисту ноту. Дзвони було відлито на одній із старовинних майстерень Голландії, де традиції лиття дзвонів вдосконалюються віками. На дзвонах викарбувані імена жертводавців. До сплаву додатно монети, передані ктитором, духовенством і парафіянами собору. Від Блаженнішого Митрополита Володимира до сплаву було покладено золотий червонець. Освячував дзвіницю та дзвони Митрополит Володимир.
Грати на карильйоні можна через управління клавішами, під'єднаними до комп'ютера. Крім того, на дзвонах можна грати вручну. Мелодії, які карильйон відбиває автоматично, були записані фахівцем цього мистецтва заслуженим артистом України Георгієм Васильовичем Черненком.
Карильйон поєднаний із механізмом годинника. Синхронізація точного часу відбувається за допомогою супутникових даних. Кожного дня опівдні карильйон грає мелодію Гімну України, і потім — 12 ударів у великий дзвін. Короткі мелодії карильйон грає щогодини з 8 ранку до 9 вечора, а більш тривалі — до церковних богослужінь, на весілля та з особливих нагод.

### Карильйон церкви св. Йосафата у Коломиї (Івано-Франківська обл.)

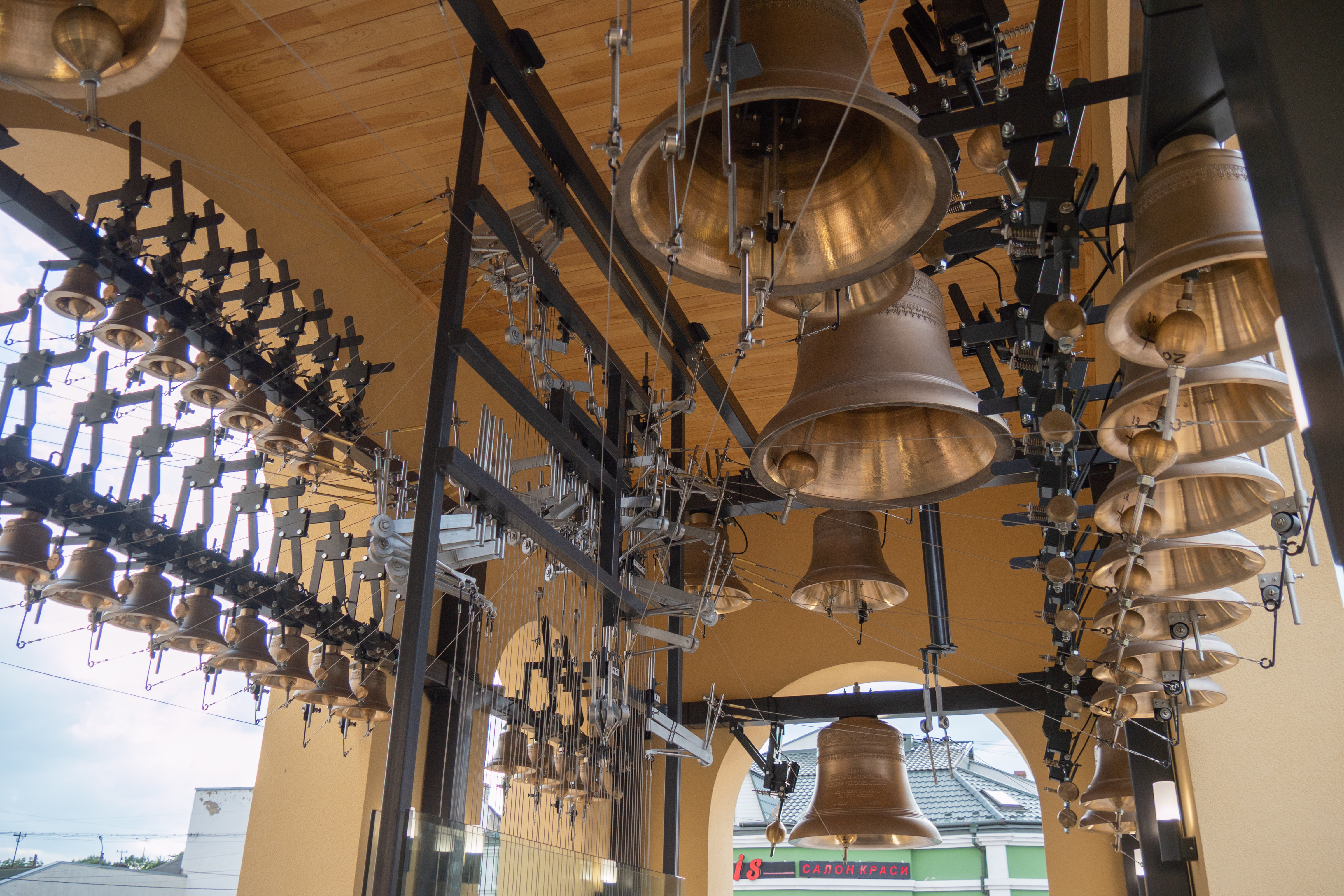
Карильйон в Коломиї має 51 дзвін

Дзвіницю з карильйоном у Коломиї збудували в 2019 році.
Коломийський карильйон має 51 дзвін. Їх на спеціальне замовлення вилила відома компанія у місті Астен (Нідерланди). Найменший дзвін важить 5 кг, найбільший — близько пів тонни. Дзвони виготовлені з бронзи — 80 відсотків міді, решта — олово з домішками.

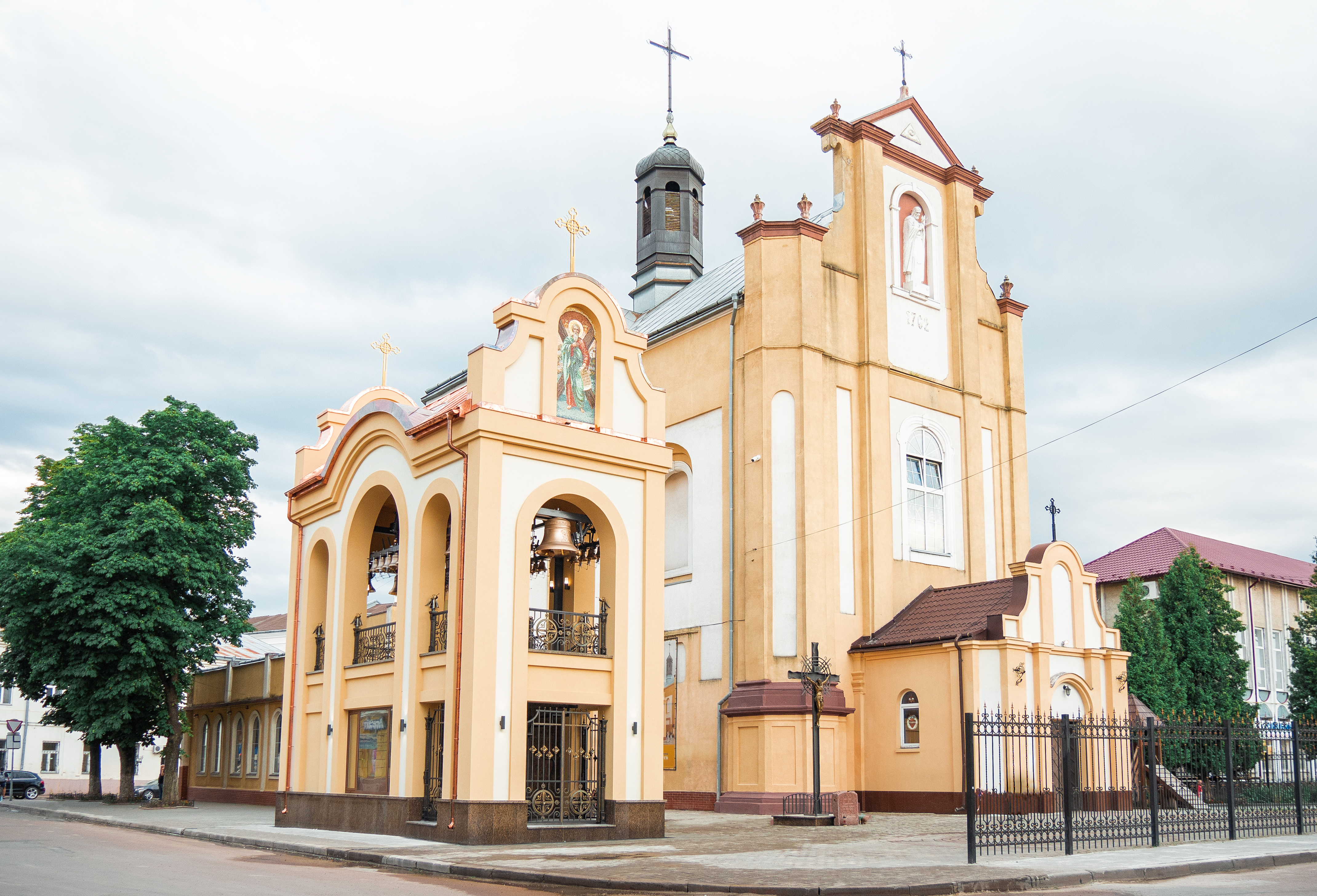
Дзвіницю біля церкви св. Йосафата з карильйоном збудували в 2019 році, як відновлення тієї, що була зруйнована 1946 році

Раніше тут містився римо-католицький костел Діви Марії з дзвіницею, а 1946 року дзвіницю знищила радянська влада, а в 1950-х роках у будівлі теперішньої церкви було ремісниче училище. Потім —  дитячий магазин «Каштан».
3-го серпня 2019 року на освячення дзвіниці з карильйоном до Коломиї приїжджав Глава УГКЦ Блаженніший Святослав.